# Nowa Wieś (gromada w powiecie sierpeckim)
Nowa Wieś – dawna gromada, czyli najmniejsza jednostka podziału terytorialnego Polskiej Rzeczypospolitej Ludowej w latach 1954–1972.
Gromady, z gromadzkimi radami narodowymi (GRN) jako organami władzy najniższego stopnia na wsi, funkcjonowały od reformy reorganizującej administrację wiejską przeprowadzonej jesienią 1954 do momentu ich zniesienia z dniem 1 stycznia 1973, tym samym wypierając organizację gminną w latach 1954–1972.
Gromadę Nowa Wieś z siedzibą GRN w Nowej Wsi utworzono – jako jedną z 8759 gromad na obszarze Polski – w powiecie sierpeckim w woj. warszawskim, na mocy uchwały nr VI/10/19/54 WRN w Warszawie z dnia 5 października 1954. W skład jednostki weszły obszary dotychczasowych gromad Antoniewo, Dzieczewo, Nowa Wieś, Siciarz, Sokołowy Kąt i Suwaki oraz miejscowość Nowopole z dotychczasowej gromady Nowopole ze zniesionej gminy Gradzanowo, a także obszar dotychczasowej gromady Pozga ze zniesionej gminy Bieżuń, w tymże powiecie. Dla gromady ustalono 12 członków gromadzkiej rady narodowej.
1 stycznia 1959 z gromady Nowa Wieś wyłączono wieś Pozga, włączając ją do gromady Bieżuń w powiecie żuromińskim, po czym gromadę Nowa Wieś zniesiono, a jej (pozostały) obszar włączono do gromady Siemiątkowo Koziebrodzkie w powiecie sierpeckim.